# Brasilsat B2
O Brasilsat B2 foi um Satélite de comunicação geoestacionário brasileiro pertencente a família Brasilsat, que foi construído pela Hughes. Esteve localizado na posição orbital de 68 graus de longitude oeste, em órbita inclinada, e era operado pela Embratel Star One, uma empresa subsidiária da Embratel. Possuindo polarização linear e a capacidade de 29 transponders 28 em banda C e um em banda X. O satélite foi baseado na plataforma HS-376W e sua expectativa de vida útil era de 12 anos.

## Objetivo
O satélite Brasilsat B2 foi lançado no mês de março de 1995 para atender a grande demanda de serviços via satélite para a expansão das operadoras de telefonia fixa e celular em todo território nacional.
O B2 substituiu o satélite da primeira geração do Brasil, o Brasilsat A1 na posição orbital de 65 graus oeste e cumpriu de forma exemplar a sua tarefa, permaneceu em posição geoestacionária, por mais de 13 anos atendendo aos mais diversos tipos de aplicações. Neste período, essa posição ocupada pelo Brasilsat B2 se consolidou como uma excelente posição para cobertura, não só nacional, mas também para toda a América do Sul.
Atualmente, o Brasilsat B2 encontra-se em órbita inclinada em 68 graus oeste de onde atende a demanda crescente de telefonia de diversas operadoras, principalmente para o interior do País.

## História
O Brasilsat B2 foi o segundo satélite lançado da segunda geração de satélites de comunicações do Brasil, que são o resultado de esforços conjuntos de engenharia e manufatura nos Estados Unidos e no Brasil. A nova série de satélites foram chamados de Brasilsat B. A antiga empresa estatal brasileira Embratel, hoje privatizada, assinou um contrato em agosto de 1990 para a construção dos dois primeiros satélites da série, o Brasilsat B1 e o Brasilsat B2. Em dezembro de 1995, com os novos satélites em órbita e não conseguindo dar conta da demanda de clientes, a Embratel decidiu lançar um terceiro satélite, o Brasilsat B3. O quarto e último satélite da série, o Brasilsat B4, foi ordenado em junho de 1998. O Brasilsat B2 foi operado diretamente pela Embratel até no final de 2000, quando foi criada a Star One uma então subsidiária da mesma, que foi destinada a administração da antiga frota de satélites da Embratel.
Após o satélite ter sido lançado em março de 1995, foi colocado na posição orbital de 65 graus de longitude oeste, onde permaneceu até o mês de janeiro de 2008, quando foi movido para 92 graus oeste, em órbita inclinada, local no qual ele permaneceu até junho de 2011, quando foi transferido para 68 graus oeste, em órbita inclinada, o Brasilsat B2 permaneceu nesta posição até julho e 2013, quando foi movido para 63 graus oeste, onde ele ficou até junho de 2016. Em julho de 2016, o satélite retornou para a posição orbital de 68 graus oeste. O Brasilsat B2 permaneceu nesta posição até 29 de junho de 2018, quando saiu de serviço e foi enviado para a órbita cemitério.
O seu substituto na posição orbital de 65 graus oeste para continuar com as transmissões de rádio, televisão e serviços de dados, foi o satélite Star One C1, que foi lançado em 2007, e está cobrindo o Brasil e países vizinhos na América do Sul.

## Lançamento
O satélite foi lançado com sucesso ao espaço no dia 28 de março de 1995, por meio de um veículo Ariane-44LP H10+ a partir do Centro Espacial de Kourou, na Guiana Francesa, juntamente com o satélite Hot Bird 1. Ele tinha uma massa de lançamento de 1.757 kg.

## Capacidade e cobertura
O Brasilsat B2 estava equipado com 28 transponders em banda C e um em banda X para prestar serviço de comunicação de áudio e vídeo para o Brasil.